# Капетан из Кепеника
Капетан из Кепеника је југословенски драмски филм из 1971. године. Режирао га је Сава Мрмак, а сценарио је писао Карл Цукмајер.

## Улоге
| Глумац                     | Улога |
| -------------------------- | ----- |
| Иван Бекјарев              |       |
| Мирко Буловић              |       |
| Ђурђија Цветић             |       |
| Иван Јагодић               |       |
| Иво Јакшић                 |       |
| Ирена Колесар              |       |
| Морис Леви                 |       |
| Драгољуб Гула Милосављевић |       |
| Мило Мирановић             |       |
| Бранка Петрић              |       |
| Миодраг Радовановић        |       |
| Јожа Рутић                 |       |
| Гојко Шантић               |       |
| Никола Симић               | Кале  |
| Славко Симић               |       |
| Петар Словенски            |       |
| Боро Стјепановић           |       |
| Зорица Шумадинац           |       |
| Јосиф Татић                |       |
| Марко Тодоровић            |       |
| Танасије Узуновић          |       |